# Arno Monsecour
Arno Monsecour (sinh 19 tháng 1 năm 1996) là một cầu thủ bóng đá Bỉ thi đấu cho KSC Lokeren ở Belgian First Division A ở vị trí hậu vệ phải.

## Sự nghiệp câu lạc bộ
Arno Monsecour khởi đầu sự nghiệp cùng với KSC Lokeren.